# Network
Network (titulada: Un mundo implacable en España y Poder que mata en Argentina, México, Perú y Venezuela) es una película dramático-satírica y de comedia negra estadounidense de 1976 dirigida por Sidney Lumet, y protagonizada por Faye Dunaway, William Holden, Peter Finch y Robert Duvall.
Fue galardonada con cuatro Premios Óscar: al mejor actor principal (Peter Finch), a título póstumo, a la mejor actriz principal (Faye Dunaway), a la mejor actriz de reparto (Beatrice Straight), y al mejor guion original (Paddy Chayefsky); cuatro Premios Globo de Oro: Mejor Actor - Drama (Peter Finch), Mejor Actriz - Drama (Faye Dunaway), Mejor Director (Sidney Lumet) y Mejor Guion (Paddy Chayefsky); y un Premio BAFTA: Mejor Actor (Peter Finch).
En 2000, la película fue considerada «cultural, histórica y estéticamente significativa» por la Biblioteca del Congreso de Estados Unidos y seleccionada para su preservación en el National Film Registry.
En 2002 fue admitida en el Salón de la Fama de la Producers Guild of America (Asociación de Productores Estadounidense) por ser una de las películas que "ha establecido un nivel de calidad perdurable para el espectáculo estadounidense".
En 2005, el guion de Paddy Chayefsky fue votado por el Sindicato de Guionistas de Estados Unidos como el octavo mejor guion cinematográfico de todos los tiempos, puesto ligeramente superior a uno otorgado por el American Film Institute diez años antes (decimonoveno).

## Argumento
La historia comienza con el despido del presentador del noticiero nocturno de la cadena televisiva UBS Howard Beale (Peter Finch) por la baja audiencia del programa. Los productores le otorgan dos semanas más en el aire pero, a la noche siguiente, Beale anuncia en vivo y directo que se suicidará en alguna de las siguientes ediciones que le quedan de programa.
Tras este incidente, la UBS inmediatamente lo saca del noticiero, aunque luego le permiten volver al aire con la excusa de que se despida del público en forma digna, gracias a la persuasión del productor y mejor amigo de Beale, Max Schumacher (William Holden), antiguo editor de noticias. De esta manera, Beale promete disculparse por su exabrupto, pero en vez de ello -una vez en el aire- despotrica sobre lo porquería que es la vida. Esto causa serias repercusiones dentro de la producción del programa, pero también provoca que el rating trepe hasta las nubes y, muy a pesar de Schumacher, los ejecutivos superiores de UBS deciden explotar la travesura de Beale, en vez de sacarlo del aire.
En una de sus apasionadas alocuciones, Beale impele a la nación a actuar con esta frase:

Estoy más que harto, y no quiero seguir soportándolo.
Versión española

Estoy trastornado como el infierno, y no voy a soportarlo más.
Versión hispanoamericana

Insta a los estadounidenses a que griten desde las ventanas de sus casas, justo mientras se desata una noche de tormenta. Pronto, Beale tiene su propio programa, llamado "El Show de Howard Beale", que se convierte en el más visto de la televisión y se hace famoso predicando su furioso mensaje frente a una platea en vivo que, cuando se lo señala, repite a toda voz el célebre latiguillo de Beale. Además, el nuevo set del programa está iluminado con reflectores azules y un enorme vitral y ahora el programa está complementado por segmentos de astrología, chismes, encuestas de opinión y prensa amarilla.
Paralelamente a la historia de Beale, se relata el ascenso de Diana Christensen (Faye Dunaway) dentro de la UBS. Habiendo comenzado como productora de programas de entretenimiento, Diana adquiere novedoso material de terroristas (en una especie de parodia del Ejército Simbionés de Liberación) robando bancos para una nueva serie de televisión, que cautiva a otros ejecutivos del canal, y termina controlando una división en la que se fusionan noticias con entretenimiento. Para escalar, Christensen se enreda sentimentalmente con Schumacher (casado desde hace muchos años), pero se mantiene obsesionada con el éxito de UBS, incluso cuando ambos están en la cama.
Después de descubrir que el conglomerado propiedad de UBS será adquirido por uno aún mucho mayor, de origen árabe, Beale lanza una cruzada en vivo contra las dos corporaciones, alentando a la audiencia a escribir a la Casa Blanca con su famoso mensaje con la esperanza de detener la fusión.
En este marco, llevan a Beale a una reunión con Arthur Jensen (Ned Beatty), presidente de la compañía propietaria de la UBS, quien explica su propia visión de la "cosmología corporativa" al ahora casi desilusionado presentador. Jensen le da un sermón a Beale, comenzando por señalar que "se ha entrometido con las fuerzas primarias de la naturaleza", antes de describir la interrelación de los participantes de la economía internacional, y hablar de la naturaleza ilusoria de la distinción de naciones: "Usted es un viejo que piensa en términos de naciones y pueblos. No hay naciones. No hay pueblos. No hay rusos. No hay árabes. No hay tercer mundo. No hay oeste. Solo existe un sistema de sistemas holístico, un vasto e inmanente, entrelazado, interactivo, multi-variable, multinacional dominio de dólares. Petrodólares, electrodólares, multidólares, marcos, rins, rublos, libras y séquels. ¡Es el sistema internacional de divisas lo que determina la totalidad de la vida en este planeta". Así, Jensen finalmente convence a Beale de abandonar sus mensajes populistas, y éste cambia su discurso. Sin embargo, el público considera que la nueva visión de Beale sobre la "deshumanización" de la sociedad es deprimente, y el rating comienza a bajar pero, aunque cae en picado, Jensen no deja que los ejecutivos de la compañía despidan a Beale, quien ahora difunde un nuevo evangelio, funcional a los intereses del presidente.
Mientras tanto, obsesionados como nunca con los ratings de la UBS, Hackett y Christensen organizan el asesinato en directo de Beale por parte del mismo grupo de terroristas que ella descubrió cuando era productora, y que ahora tiene su propio show en el canal, llamado "La hora de Mao Tse Tung". Este hecho refleja una conversación sardónica que, estando borrachos, tuvieron Beale y Schumacher al inicio de la película, en la que hablaban de tener un programa que presentara suicidios y asesinatos.
Network termina con el asesinato a balazos de Beale y en vivo, mientras se superponen una selección de escenas de noticieros informando sobre el incidente con toda naturalidad, junto con escenas y sonidos de anuncios publicitarios.

## Reparto
- Faye Dunaway - Diana Christensen
- William Holden - Max Schumacher
- Peter Finch - Howard Beale
- Robert Duvall - Frank Hackett
- Wesley Addy - Nelson Chaney
- Ned Beatty - Arthur Jensen
- Beatrice Straight - Louise Schumacher
- Jordan Charney - Harry Hunter
- Lane Smith - Robert McDonough
- Marlene Warfield - Laureen Hobbs
- Conchata Ferrell - Barbara Schlesinger
- Carolyn Krigbaum - Secretaria de Max
- Arthur Burghardt - El Gran Ahmet Khan
- Cindy Grover - Caroline Schumacher
- Lee Richardson - Narrador (voz en off).

## Producción
El guion fue escrito por Paddy Chayefsky, y el productor fue Howard Gottfried. Ambos se habían desprendido recientemente de un juicio contra la United Artists (Artistas Unidos), desafiando el derecho del estudio a arrendar su previa película, El hospital, a la American Broadcasting Company (Compañía de Teledifusión Estadounidense) en un paquete junto a una película menos exitosa. A pesar de haber acordado recientemente en el marco de este juicio, Chayefsky y Howard Gottfried permitieron a la U.A. financiar la nueva película. Pero después de leer el guion, la U.A. halló el contenido demasiado controvertido y se echó atrás.
Sin preocuparse por ello, Chayefsky y Gottfried ofrecieron el guion a otros estudios, y finalmente encontraron una persona interesada dentro de la Metro Goldwyn Mayer. Poco tiempo después, la U.A. se retractó y buscó cofinanciar la película junto a la M.G.M., que durante varios años había distribuido películas en Estados Unidos a través de la U.A. La M.G.M. permitió volver al negocio a la U.A., otorgándole los derechos de distribución internacional, mientras que el estudio se quedaba con el control de los derechos en territorio estadounidense.
La película fue estrenada en Nueva York el 27 de noviembre de 1976, con una amplia salida a la venta poco tiempo después.

## Críticas
En su reseña de la película para el New York Times, Vincent Canby calificó al filme como "escandaloso... brillante y cruelmente divertido, una comedia estadounidense actual que confirma la posición de Paddy Chayefsky como un nuevo escritor satírico mayor de Estados Unidos" y una película cuyos "puntos de vista perversamente distorsionados de cómo la televisión se ve, suena, y, en efecto, es, conforman el cardiograma satírico del corazón oculto de la televisión."
En tanto, en una reseña escrita después de que la película recibiera los premios Óscar, Roger Ebert la llamó una "película sumamente inteligente y bien actuada que intenta conseguir demasiado, que ataca no sólo a la televisión sino también a la mayoría de las demás enfermedades de los 70" aunque "lo que sí logra lo hace tan bien, se ve tan claramente, es presentado de manera tan imperdonable, que Network sobrevivirá a muchas películas aún más prolijas". Habiéndola visto un cuarto de siglo más tarde, Roger Ebert dijo que la película es "como una profecía. Cuando Chayefsky creó a Howard Beale ¿pudo haber imaginado a Jerry Springer, Howard Stern o la World Wrestling Federation (Federación de Lucha Libre Mundial)?"; y le da méritos a Sidney Lumet y a Paddy Chayefsky por saber "justo cuándo hacer todos los esfuerzos posibles".

## Premios y candidaturas
Network ganó tres de los cuatro premios a la actuación, igualando el récord de 1951 de Un tranvía llamado deseo. Junto a ¿Quién teme a Virginia Woolf?, Rojos y El regreso. Network es una de las escasas películas que han tenido candidaturas a las cuatro categorías de actuación y la penúltima en tener esas candidaturas hasta 2013, año en que fue propuesta en las cuatro categorías Silver Linings Playbook (El Lado bueno de las cosas, 2012).
Premios Óscar
| Año  | Categoría               | Persona           | Resultado |
| ---- | ----------------------- | ----------------- | --------- |
| 1976 | Mejor película          | Mejor película    | Candidata |
| 1976 | Mejor director          | Sidney Lumet      | Candidato |
| 1976 | Mejor actriz            | Faye Dunaway      | Ganadora  |
| 1976 | Mejor actor             | Peter Finch       | Ganador   |
| 1976 | Mejor actor             | William Holden    | Candidato |
| 1976 | Mejor actriz de reparto | Beatrice Straight | Ganadora  |
| 1976 | Mejor actor de reparto  | Ned Beatty        | Candidato |
| 1976 | Mejor guion original    | Paddy Chayefsky   | Ganador   |
| 1976 | Mejor montaje           | Alan Heim         | Candidato |
| 1976 | Mejor fotografía        | Owen Roizman      | Candidato |

Globos de Oro
| Año  | Categoría              | Persona                | Resultado |
| ---- | ---------------------- | ---------------------- | --------- |
| 1976 | Mejor película - Drama | Mejor película - Drama | Candidata |
| 1976 | Mejor director         | Sidney Lumet           | Ganador   |
| 1976 | Mejor actriz - Drama   | Faye Dunaway           | Ganadora  |
| 1976 | Mejor actor - Drama    | Peter Finch            | Ganador   |
| 1976 | Mejor guion            | Paddy Chayefsky        | Ganador   |

Premios BAFTA
| Año  | Categoría              | Persona                                                             | Resultado  |
| ---- | ---------------------- | ------------------------------------------------------------------- | ---------- |
| 1976 | Mejor película         | Mejor película                                                      | Candidata  |
| 1976 | Mejor director         | Sidney Lumet                                                        | Candidato  |
| 1976 | Mejor actriz           | Faye Dunaway                                                        | Candidata  |
| 1976 | Mejor actor            | Peter Finch                                                         | Ganador    |
| 1976 | Mejor actor            | William Holden                                                      | Candidato  |
| 1976 | Mejor actor de reparto | Robert Duvall                                                       | Candidato  |
| 1976 | Mejor guion original   | Paddy Chayefsky                                                     | Candidato  |
| 1976 | Mejor montaje          | Alan Heim                                                           | Candidato  |
| 1976 | Mejor sonido           | Jack Fitzstephens Marc Laub Sanford Rackow James Sabat Dick Vorisek | Candidatos |

### American Film Institute
- 100 Años AFI... 100 Películas (1998): Puesto N.º 66[8]
- 100 Años AFI... 100 Frases de Película: Puesto N.º 19 > "Estoy trastornado como el infierno, y no voy a soportarlo más"[9]
- 100 Años AFI... 100 Películas (edición del 10º aniversario, 2007): Puesto N.º 64[10]

## Comentarios
Peter Finch murió antes de que tuviera lugar la ceremonia de los Premios de la Academia, y es, junto a Heath Ledger, uno de los dos únicos actores que han recibido el premio a título póstumo.
Por otra parte, la actuación de Beatrice Straight como la esposa del personaje de Holden duró solamente 5 minutos y 40 segundos en pantalla, siendo la actuación más corta en ganar el Óscar a la mejor actriz de reparto.
En 2007 se estrenó la película documental Zeitgeist, que incluye una escena de Network en la que el protagonista, encarnado por Peter Finch, hace un breve discurso.
La película está inspirada en el suceso de Christine Chubbuck, periodista estadounidense que se suicidó durante una retransmisión en directo.

## Derechos
En 1980, la ex dueña de U.A., Transamerica Corporation, puso al estudio en venta después de la desastrosa salida de la película Heaven´s Gate, un completo fracaso financiero y una pesadilla en cuanto a relaciones públicas. Como resultado, Transamerica Corporation entró en crisis en la industria del cine. Al año siguiente, la M.G.M. adquirió la U.A., y en consecuencia se quedó con los derechos internacionales de Network.
Luego, en 1986, el magnate de los medios Ted Turner adquirió la M.G.M./U.A. Sin patrocinadores financieros, Turner pronto se endeudó y revendió la mayor parte de M.G.M., aunque se quedó con la colección cinematográfica para su propia compañía, Turner Entertainment -esto incluía quedarse con los derechos nacionales de Network, pero los internacionales seguían perteneciendo a M.G.M., la cual retuvo la colección de la U.A-. Turner hizo un trato con la división de video de la M.G.M. para la distribución de la edición hogareña de los videos de su colección, permitiendo a cambio a la M.G.M. quedarse con los derechos nacionales de Network por 13 años más.
En 1996, la compañía de Ted Turner se fusionó a Time Warner. En consecuencia, W.B. otorgó los derechos de distribución en TV y teatro de la colección de Ted Turner, con la adhesión de derechos de video en 1999.
En la actualidad, W.B./Turner poseen los derechos nacionales sobre Network, mientras que los internacionales son propiedad de MGM. -la cual fue recientemente comprada por un consorcio liderado por Sony y Comcast-. La M.G.M. también le ha cedido los derechos de distribución internacional de video a la 20th Century Fox Home Entertainment.